# Demitu Hambisa Bonsa

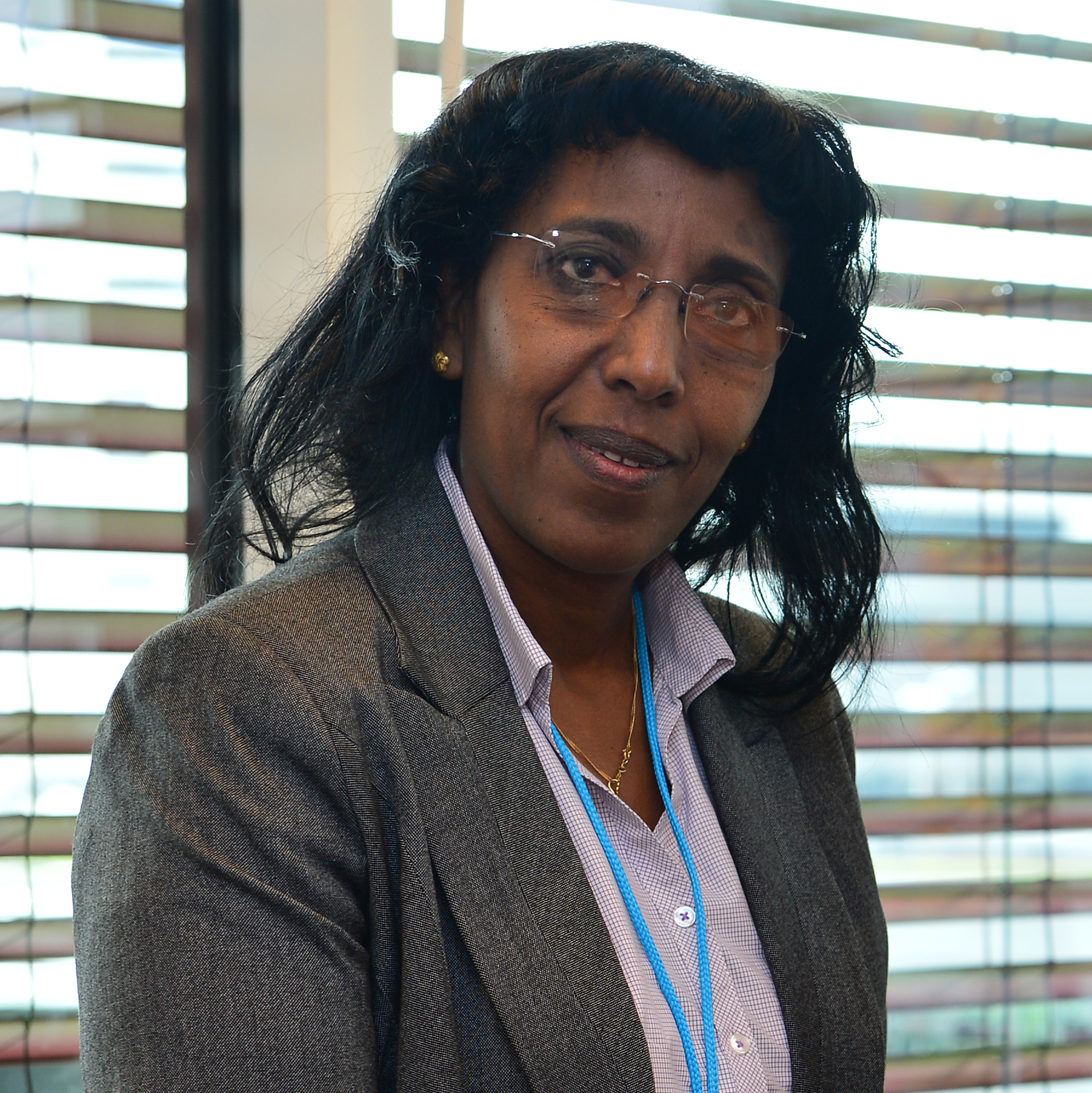
Demitu Hambisa Bonsa

Demitu Hambisa Bonsa, ደሚቱ ሃምቢሳ auf Amharisch, (* in Oromia) ist eine äthiopische Politikerin. Unter Ministerpräsident Hailemariam Desalegn leitete sie verschiedene Ministerien auf äthiopischer Bundesebene, zuletzt das Ministerium für Frauen und Kinder.
Demitu Hambisa, zur Ethnie der Oromo gehörend, kommt aus dem Bundesstaat Oromo, wo sie auch aufwuchs. Nach ihrer Schulausbildung absolvierte sie ein Studium der Rechtswissenschaften an der Ethiopian Civil Service University, anschließend einen Master in Leadership der University of Greenwich. Nach ihrer akademischen Ausbildung arbeitete Hambisa von 1975 bis 1996 als Lehrerin an einer Sekundarschule. Mitte der 1990er Jahre gab sie den Beruf als Lehrerin auf und wechselte als Frauenbeauftragte auf Verwaltungsbezirkebene (Woreda), wo sie später auch als Leiterin der Bildungsverwaltung des Bezirks arbeitete. Von 2000 bis 2005 war sie auf bundesstaatliche Ebene für die Regierung von Oromia tätig, dort arbeitete sie unter anderem im Büro der Ombudskommission und war Sprecherin des regionalen Staatsrates von Oromia.
2006 wechselte Hambisa zur äthiopischen Bundesregierung, wo sie zunächst das Ressort für Wissenschaft und Forschung leitete. Zwischenzeitlich leitete sie auch das Ministerium für öffentliche Betriebe, bis sie zuletzt von 2016 bis 2018 das Ministerium für Kinder und Frauen leitete.